# Messor antennatus
Messor antennatus är en myrart som beskrevs av Carlo Emery 1908. Messor antennatus ingår i släktet Messor och familjen myror.

## Underarter
Arten delas in i följande underarter:
- M. a. antennatus
- M. a. fodorii
- M. a. personatus